# Sur la couronne
 (janvier 2013).
Si vous disposez d'ouvrages ou d'articles de référence ou si vous connaissez des sites web de qualité traitant du thème abordé ici, merci de compléter l'article en donnant les références utiles à sa vérifiabilité et en les liant à la section « Notes et références ».
Sur la couronne (en grec ancien Περὶ τοῦ Στεφάνου  / Perì toũ Stephánou) est le plus célèbre et le dernier discours de l'orateur athénien Démosthène. Il répond au Contre Ctésiphon d'Eschine.

## Contexte
Le procès pour lequel a été composé Sur la couronne oppose en 330 av. J.-C. Ctésiphon, de l'entourage de Démosthène, à Eschine. L'accusation, menée par Eschine, reprochait à Ctésiphon d'avoir proposé au peuple athénien, en 336, de décerner à Démosthène une couronne d'or lors des Dionysies et de le couronner, non pas dans la pnyx comme il était de coutume, mais dans le théâtre. Il s'agissait de récompenser l'orateur pour avoir offert une partie de sa fortune (100 mines) pour la réparation des fortifications d'Athènes, alors qu'il était commissaire, mais aussi « parce que tous ses discours et tous ses actes étaient pour le plus grand bien du peuple athénien ». Eschine attaqua le décret en illégalité, sur trois points : 
1. Démosthène n'avait pas encore été soumis à la reddition de comptes lorsque Ctésiphon fit sa proposition, et la loi interdisait de couronner des magistrats encore responsables ;
2. la loi disposait que la proclamation devait être faite devant l'Ecclésia si le peuple lui-même décernait la couronne, et devant la Boulè si c'était le Conseil qui la décernait, or Démosthène avait été couronné au théâtre de Dionysos ;
3. enfin, une loi interdit d'introduire des documents faux au Métrôon, où sont conservées les archives publiques, or Ctésiphon a menti en affirmant que la politique de Démosthène était bonne pour Athènes.

Démosthène lui-même, âgé alors de 54 ans, assuma la défense de Ctésiphon, en tant que « synégore » (avocat), comme c'était alors la coutume à Athènes. Ce fut pour lui l'occasion, non de contester le premier point soulevé par Eschine, qui était irréfutable, mais de justifier son action au cours des dernières années.
En réalité pour Eschine le procès contre Ctésiphon était une attaque directe contre Démosthène, son ennemi de longue date. Ils appartenaient à deux courants politiques différents, Eschine étant une des figures principales du Parti macédonien et Démosthène la tête du parti belliciste, fermement opposé à la domination de Philippe II, le roi de Macédoine, et de son successeur (à partir de 336]) Alexandre le Grand. Eschine perdit son procès et s'exila ensuite, laissant ainsi triompher Démosthène.

## Texte
Le texte que nous possédons aujourd'hui n'est certainement pas celui qui a été véritablement prononcé devant le tribunal. Le discours aurait en effet dépassé le temps imparti à chacune des parties. Il en va de même pour le discours d'Eschine que nous avons. Nous pouvons donc en déduire que chacun des orateurs a retravaillé son texte en vue d'une publication ultérieure.
Il est probable que les décrets et autres documents qui parsèment le discours soient en fait des insertions de la période hellénistique. Ils sont, selon toute vraisemblance, fabriqués à partir du discours lui-même, et comportent de ce fait des erreurs par rapport aux véritables textes que nous possédons.

## Discours
Le discours d'Eschine se compose ainsi : d'abord, il s'appuya sur la loi sur les magistrats responsables, puis sur celle sur les proclamations, enfin il contesta l'appréciation portée par Ctésiphon sur la politique de Démosthène. Celui-ci répondit en justifiant sa politique, n'accordant aux questions juridiques qu'une petite place, au milieu de son discours. Ce faisant, par une astuce rhétorique classique, il commence et achève son discours par les arguments les plus forts.